# رائول مورا
رائول مورا (اسپانیایی: Raúl Mora‎؛ زادهٔ ۱۰ آوریل ۱۹۶۹)  وزنه‌بردار اهل کوبا بود. وی در بازی‌های المپیک تابستانی ۱۹۹۲ شرکت کرده‌است.